# Swing (rappeur)
Siméon Zuyten, plus connu sous le nom de scène Swing, né le 20 avril 1991 à Bruxelles, est un rappeur belge. Connu pour avoir fait partie du groupe de rap belge « L'Or du commun ».

## Biographie
D'origine belgo-rwandaise et diplômé en sciences biomédicales, il commence le rap en 2010 avec son cousin Félé Flingue,

### Groupe:L'Or du commun(2013-2021)
En 2012, il fait la rencontre de Robin Conrad (Loxley) et de Victor Pailhès (Primero), avec qui il fonde le groupe L'Or du commun,.
En 2013, le groupe sort son premier EP, L'Origine,.
En 2021, ils sortent leur dernier album, Avant la nuit, acclamé par la critique et le public,,.
Durant cette période, il accompagne également Roméo Elvis en tant que backeur.

### Carrière solo

#### EP:Marabout(2018)
En 2018, il lance son premier projet solo, un album de 10 titres intitulé Marabout. Avec ses morceaux chantés et empreints de mélancolie, il parvient à se faire connaître, notamment grâce aux titres Rivage et Corbeaux, tous deux réalisés en collaboration avec Le Motel,.

#### EP:ALT F4(2020)
En 2020, il publie son EP de 7 titres, ALT F4, sur lequel figurent plusieurs artistes invités, dont Nemir, Angèle, Dune et Crayon. Dans une interview pour La Libre, il confie : « ... tout était spontané, j’arrivais au studio sans texte, on travaillait sur les prods le jour même, j’écrivais le jour même... »,,
Sa chanson S'en aller, en collaboration avec Angèle, rencontre un certain succès,,.

#### Album:Au revoir Siméon(2023)
En 2023, il sort son premier album, Au revoir Siméon, un album de 15 titres dont le titre est inspiré de son premier chagrin d'amour, une relation de 8 ans. Ce projet, réalisé en un an et demi, comprend une collaboration avec Prince Waly et YG Pablo,.

## Discographie

### Singles
| Année | Album                           | Positions de pointe | Positions de pointe | Certification |
| Année | Album                           | BEL (Wa)            | FR                  | Certification |
| ----- | ------------------------------- | ------------------- | ------------------- | ------------- |
| 2017  | Cercle (Roméo Elvis x Le Motel) | —                   | —                   |               |
| 2018  | Corbeaux (avec Le Motel)        | —                   | —                   |               |
| 2018  | Canopée                         | —                   | —                   |               |
| 2019  | N                               | —                   | —                   |               |
| 2020  | Gris                            | —                   | —                   |               |
| 2020  | S'en aller (avec Angèle)        | 52                  | 156                 |               |
| 2023  | Maladresse                      | —                   | —                   |               |
| 2023  | Reykjavik (avec YG Pablo)       | —                   | —                   |               |
| 2023  | Un seul Ciel (avec Prince Waly) | —                   | —                   |               |
| 2024  | Mérite                          | —                   | —                   |               |